# BDQ : Répertoire des publications de bandes dessinées au Québec des origines à nos jours
Pour les articles homonymes, voir BDQ.
BDQ : Répertoire des publications de bandes dessinées au Québec des origines à nos jours est un ouvrage de référence sur la bande dessinée québécoise (BDQ) rédigé par l'historien Michel Viau. 

## BDQ: Répertoire des publications de bandes dessinées au Québec des origines à nos jours
Publié par les éditions Mille-Îles (Les 400 coups), en 1999, ce répertoire encyclopédique recense toutes les publications de bandes dessinées publiées au Québec, du XIXe siècle à 1999, tant en français qu'en anglais. L'ouvrage débute par un résumé de l'histoire de la BDQ, puis chaque chapitre aborde un type de publications :
- chapitre 1 : les albums (incluant les albums d'auteurs québécois publiés à l'étranger, les albums d'auteurs étrangers publiés au Québec, les traductions et rééditions) ;
- chapitre 2 : les comic books (incluant les comic books d'auteurs québécois publiés à l'étranger, les comic books d'auteurs étrangers publiés au Québec, les traductions et rééditions) ;
- chapitre 3 : les revues ;
- chapitre 4 : les revues d'étude et les bulletins ;
- chapitre 5 : la bibliographie.

Les fanzines sont également recensés et intégrés dans le chapitre correspondant à leur type.
Le répertoire est abondamment illustré et chaque publication est accompagnée d'une présentation ou d'un résumé. La couverture, réalisée par Caroline Merola, incorpore une planche du Capitaine Kébec de Pierre Fournier. Au dos de l'ouvrage, une mention précise qu'il s'agit de la première partie d'une histoire de la bande dessinée québécoise que prépare l'auteur. En 2014, paraît enfin la suite  BDQ : Histoire de la bande dessinée au Québec - Tome 1 : des origines à 1979, aux éditions Mém9ire.

## Prix
- Prix Bédéis causa : Prix spécial du jury (2000)
- Prix Bédélys : Mention du jury (2000)

## L'auteur
Michel Viau est un enseignant et un historien de la bande dessinée québécoise. Il est l'auteur de nombreux articles sur le sujet dans les revues Le Collectionneur de bandes dessinées, Formule Un, Québec français, Trip, Collections et Sentinelle. Il a également collaboré au BD Guide 2005, sous la direction de Claude Moliterni, ainsi qu'à l'album Obélix et Compagnie de la collection Les Archives Astérix des Éditions Atlas.
Avec la collaboration de Jean-Dominic Leduc, Michel Viau est l'auteur de l'ouvrage Les Années Croc qui retrace l'histoire du magazine humoristique québécois Croc. Michel Viau est également membre de l'ACBD.

## Réception critique
À sa sortie, l'ouvrage est reçu favorablement et la plupart des grands médias québécois (Le Devoir, La Presse, Le Soleil, Voir) lui font écho. Dans La Presse, le journaliste Aleksi K. Lepage écrit: « Un bel objet, riche en documentation, facile à consulter, écrit simplement, et où la critique et l'abus de commentaires font agréablement défaut. » Dans l'hebdomadaire culturel Voir, le chroniqueur Éric Paquin déclare : « Une mine d’or qui fait réaliser l’ampleur de la contribution  québécoise à ce genre littéraire. En ce sens, c’est un travail  de titan, et d’envergure universitaire, qu’a accompli Michel  Viau, tout en livrant un commentaire pertinent et accessible. ». Toutefois, dans Lurelu, l'enseignant Sylvain Lemay, tout en soulignant le « travail considérable de bénédictin », signale quelques lacunes dans l'index de l'ouvrage. 
Au fil des années, le répertoire est devenu une référence qui est citée dans différents ouvrages québécois et internationaux,,,,, ainsi que dans des thèses et mémoires universitaires tant au Québec qu'à l'étranger. Dans sa thèse doctorale, en 2010, Sylvain Lemay affirme qu' « [a]fin de bien comprendre l'histoire de la bande dessinée québécoise, le chercheur a tout intérêt à consulter le Répertoire des publications de bandes dessinées au Québec, des origines à nos jours de Michel Viau ».
BDQ : Répertoire des publications de bandes dessinées au Québec reçoit une mention du jury des Prix Bédélys ainsi qu'un « Prix spécial du jury » des Prix Bédéis causa, au Festival de la bande dessinée francophone de Québec, en 2000.